# 原陽子
原 陽子（はら ようこ、1975年（昭和50年）2月10日 - ）は、日本の女性政治家。元衆議院議員（1期）。静岡県裾野市出身。

## プロフィール
1994年3月、静岡県立沼津西高等学校卒業。在学中、姉妹都市交換留学生としてオーストラリアに留学。1998年3月、桜美林大学国際学部卒業。2000年3月、桜美林大学大学院国際学研究科修士課程修了。この間、社会主義インターナショナル青年大会などに参加。
2000年6月、桜美林大学大学院国際学研究科に科目等履修生として在学中、市民派の目玉候補を探していた社会民主党にスカウトされ衆議院選挙において神奈川14区および比例代表に重複立候補し、小選挙区では落選したが（当選者は藤井裕久）、比例南関東ブロックで初当選。25歳4ヶ月での当選により、憲政史上最年少の国会議員となった。2009年に鳩山内閣において設置された行政刷新会議の事業仕分けメンバーに選定された政野淳子は、当時の原の政策担当秘書であった。
2003年11月、再選を目指して第43回衆議院議員総選挙に再度神奈川14区より立候補したが、前回と同じ比例での復活当選もならず3位で落選（当選者は藤井裕久）。
2004年5月、地元の静岡県議会議員の補欠選挙に無所属（民主党静岡県連推薦）で立候補したが次点で落選。社民党に離党届を出した後に民主党県連の推薦を受けたことから、「政党鞍替えを画策した」として立候補届け出の直前に社民党から除名された。その後の消息は不明である。

## 政治的主張
- 選択的夫婦別姓制度導入を支持。「夫婦が同姓であるべきとも別姓であるべきとも考えず、どちらでもよいと考える。重要なのは、姓を選択できるということである。時代の流れと共に家族というものの考え方も変わってきている。家庭の崩壊のおそれから、夫婦別姓制度に反対する人もいるが、第三者が家庭の崩壊について口を出すのはおかしい」と述べている[1]。
- 2003年、静岡空港建設反対の国会議員署名活動で署名者に加わっている[2]。
- 2001年9月11日に発生したアメリカ同時多発テロ事件の際、自サイトで「今回のテロだってアメリカの外交政策の失敗??なのでは」「『ざまーみろっ』と思っている国だってきっとある、と思いませんか」と書き[3]、非難を浴びて即座に撤回している[4]。